# Ophion fabricator
Ophion fabricator är en stekelart som beskrevs av Olivier 1811. Ophion fabricator ingår i släktet Ophion och familjen brokparasitsteklar. Inga underarter finns listade i Catalogue of Life.